# Траоре, Адама (футболист, 5 июня 1995)
Адама Траоре (фр. Adama Traoré; род. 5 июня 1995, Бамако) — малийский футболист, вингер венгерского клуба «Ференцварош» и сборной Мали.

## Клубная карьера

### «ТП Мазембе»
В 2011 году Траоре пополнил ряды молодежного состава клуба «Бамако», а летом 2013 присоединился к «ТП Мазембе». Дебют в Лиге чемпионов КАФ состоялся 27 июля 2014 года в матче группового этапа против египетского «Замалека» (0:0). 10 августа он отметился своим первым голом в турнире в домашнем матче против суданского «Аль-Хиляля» (3:1). В следующем сезоне помог клубу в 5-й раз выиграть данный турнир, сыграв в обоих финальных матчах против клуба «УСМ Алжир». Конголезский клуб получил путёвку на клубный чемпионат мира 2015 в Японии, где занял 6-е место, проиграв командам «Санфречче Хиросима» и «Америка».
20 февраля 2016 года он выиграл Суперкубок КАФ, одолев тунисский клуб «Этуаль дю Сахель» со счётом 2:1. В том же году «Мазембе» удалось выиграть впервые в своей истории Кубок Конфедерации КАФ, победив в финале алжирский «МО Беджая». В следующем сезоне конголезский клуб вновь выиграл данный турнир, одолев южноафриканский клуб «Суперспорт Юнайтед», а Траоре отметился забитым голом. Также он помог команде трижды становится национальным чемпионом.

### «Мец»
20 августа 2018 года Траоре подписал четырехлетний контракт с французским клубом «Мец». 17 сентября он дебютировал в матче Лиги 2 против «Безье», заменив на 87-й минуте Опу Нгуетте. В январе 2019 года был отдан в аренду в «Орлеан» до конца сезона.
19 января 2020 года был отдан в аренду в саудовский клуб «Аль-Адалах» на оставшуюся часть сезона. В июле соглашение было продлено до сентября, чтобы он смог завершить сезон, прерванный пандемией COVID-19.

### «Шериф»
10 февраля 2021 года Траоре подписал контракт с молдавским клубом «Шериф», с которым в том же сезоне выиграл национальный чемпионат.. 15 сентября 2021 года Траоре забил гол донецкому «Шахтёру» в матче Лиги чемпионов УЕФА, который стал первым в истории тираспольским клуба в данном турнире (2:0).

## Карьера в сборной
В течение 2012—2013 годов привлекался в состав молодежной сборной Мали, с которой был участником молодежного чемпионата мира 2013 года в Турции, сыграв на турнире в одном матче против Мексики. Впоследствии с командой до 23 лет участвовал на молодежном чемпионате Африки в Сенегале, но и здесь малийцы не смогли выйти из группы.
6 июля 2013 года дебютировал за национальную сборную Мали в матче квалификации на чемпионат африканских наций 2014 против сборной Гвинеи (3:1). 6 января 2014 Траоре попал в заявку сборной на Чемпионат африканских наций в ЮАР, где через пять дней забил свой дебютный гол за «орлов» в первой игре турнира против Нигерии, который принес его команде победу (2:1). После того, как Мали прошли групповую стадию, они вылетели в четвертьфинале от Зимбабве (1:2).
16 июля 2019 года Траоре был включён в состав сборной на Кубок африканских наций 2019 в Египте. На турнире Адама сыграл во всех 4 матчах своей команды, дойдя до 1/8 финала, и забил гол в матче группового этапа против Мавритании (4:1).

### Голы за сборную
| №  | Дата            | Место                                                                 | Соперник          | Счёт | Результат | Турнир                   |
| -- | --------------- | --------------------------------------------------------------------- | ----------------- | ---- | --------- | ------------------------ |
| 1. | 11 января 2014  | Кейптаун, Кейптаун, ЮАР                                               | Нигерия           | 2-0  | 2-1       | ЧАН 2014                 |
| 2. | 9 сентября 2018 | Джуба, Джуба, Южный Судан                                             | Южный Судан       | 0-2  | 0-3       | Квалификация на КАН 2019 |
| 3. | 23 марта 2019   | 26 марта, Бамако, Мали                                                | Южный Судан       | 3-0  | 3-0       | Квалификация на КАН 2019 |
| 4. | 23 июня 2019    | Суэц, Суэц, Египет                                                    | Мавритания        | 4-1  | 4-1       | КАН 2019                 |
| 5. | 5 сентября 2019 | Стадион имени принца Мохамеда бин Фахда, Эд-Даммам, Саудовская Аравия | Саудовская Аравия | 0-1  | 1-1       | Товарищеский матч        |
| 6. | 14 ноября 2019  | 26 марта, Бамако, Мали                                                | Гвинея            | 1-0  | 2-2       | Квалификация на КАН 2021 |
| 7. | 1 сентября 2021 | Адрар, Агадир, Марокко                                                | Руанда            | 1-0  | 1-0       | Квалификация на ЧМ 2022  |
| 8. | 7 октября 2021  | Адрар, Агадир, Марокко                                                | Кения             | 1-0  | 5-0       | Квалификация на ЧМ 2022  |
| 9. | 24 марта 2023   | 26 марта, Бамако, Мали                                                | Гамбия            | 2-0  | 2-0       | Квалификация на КАН 2023 |

## Факты
Адама Траоре выступал в сборной и в «Меце» с полным тезкой и однофамильцем, который к тому же родился в том же месяце и том же году. Чтобы различать их, футболистов часто обозначают как Адама Траоре I и Адама Траоре II.

## Достижения

### «ТП Мазембе»
- Чемпион Демократической Республики Конго: 2013/14, 2015/16, 2016/17
- Обладатель Лиги чемпионов КАФ: 2015
- Обладатель Кубка Конфедерации КАФ: 2016, 2017
- Обладатель Суперкубка КАФ: 2016

### «Шериф»
- Чемпион Молдавии: 2020/21, 2021/22
- Обладатель Кубка Молдавии: 2021/22

### «Ференцварош»
- Чемпион Венгрии: 2022/23

### Государственные награды
- Орден Почёта (30 декабря 2021 года, ПМР) — за большой вклад в развитие футбола, высокие спортивные достижения, волю к победе, стойкость и целеустремлённость, проявленные в самом престижном клубном турнире мира — Лиге чемпионов УЕФА, и в связи с 25-летием со дня образования закрытого акционерного общества «Спортивный клуб «Шериф»[28]